# Galway
Pour les articles homonymes, voir Galway (homonymie).
Galway (/ɡɔlwɛ/ ; en anglais : /ˈɡɔːlweɪ/ ; en irlandais : Gaillimh /ˈɡalʲɪvʲ/) est une ville de la province de Connacht, dans le comté de Galway, sur la côte ouest de l’Irlande. 
La population de la ville s'élève à 79 934 habitants en 2016. L'agglomération de Galway est la quatrième du pays par le nombre d'habitants, après Dublin, Cork et Limerick. C'est une ville étudiante, très touristique en été, célèbre pour ses festivals.

## Toponymie
D'après la légende, la ville doit son nom à Galvia, une princesse celte qui périt noyée dans la rivière Corrib (Gaillimh), qui traverse la ville. Elle est également surnommée la « ville des tribus » en référence aux quatorze tribus qui se partageaient la ville à l'époque anglo-normande.

## Géographie
Principale ville de la côte ouest de l'Irlande, Galway est située à l'embouchure du fleuve Corrib.
Galway est distante de 200 km de Dublin à l'est et de 100 km de Limerick au sud.

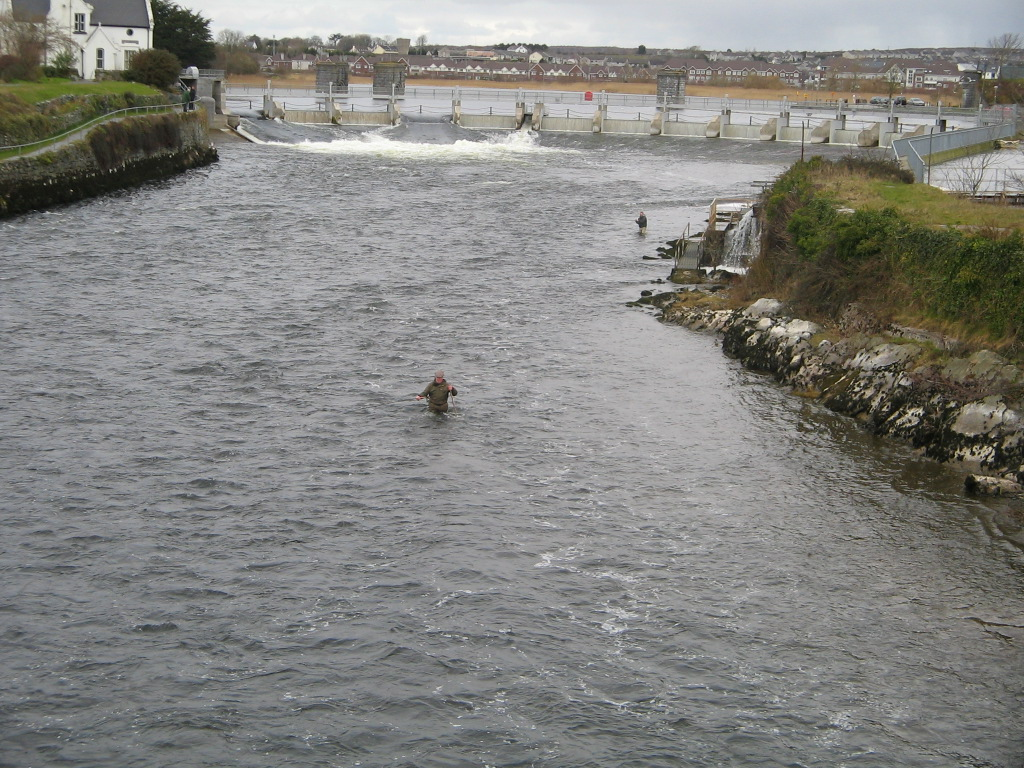
Vue du Corrib depuis le Salmon Weir Bridge à Galway.

## Histoire
(octobre 2010).
Si vous disposez d'ouvrages ou d'articles de référence ou si vous connaissez des sites web de qualité traitant du thème abordé ici, merci de compléter l'article en donnant les références utiles à sa vérifiabilité et en les liant à la section « Notes et références ».

### Origines
Dún Bhun na Gaillimhe (« le Fort à l’embouchure de la Corrib ») est construit en 1124 par le roi du Connacht Tairrdhelbach mac Ruaidhrí Ua Conchobhairs (Turlach O'Connor). Lors de l'invasion anglo-normande du Connacht des années 1230, le fort de Galway qui n'était encore qu'un petit village de pêcheurs, est capturé par Richard de Bourg, qui dirige l'invasion.

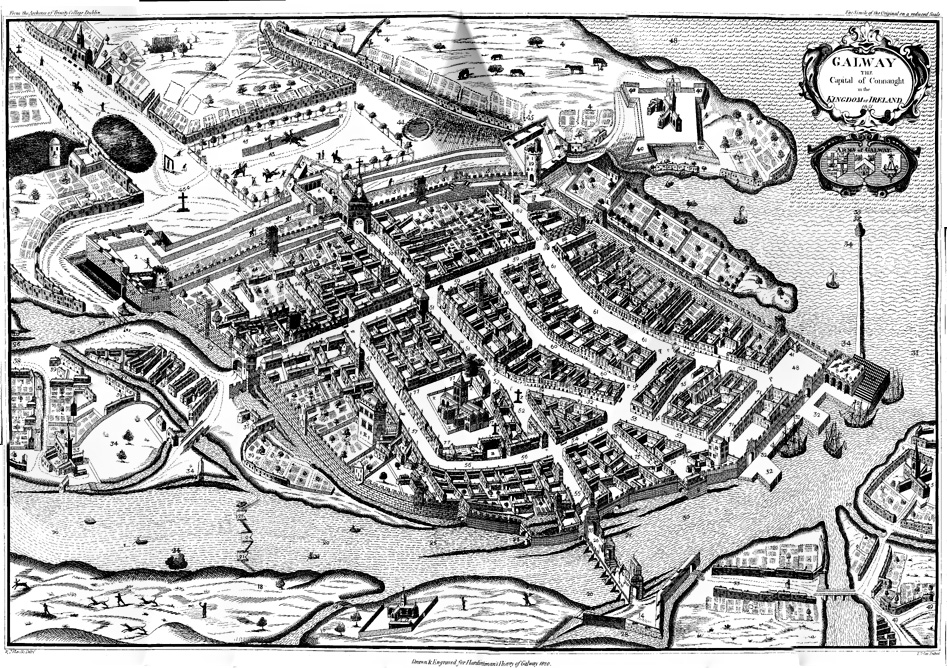
Carte de Galway en 1651 (le nord se trouve à gauche).

Entre 1270 et 1276, cette colonie anglo-normande améliore ses défenses en se dotant d'une citadelle ainsi que de remparts. Elle souhaitait en effet mieux résister aux raids des tribus du Connemara menés par les O'Flaherty. En 1345, elle devient un port florissant et une université vient s'y implanter.
Pendant longtemps Galway a maille à partir avec les populations gaéliques des environs. Sur une inscription sur la Porte Ouest construite en 1562, on peut ainsi lire « Des féroces O’Flaherty puisse Dieu nous protéger ». Les Irlandais des environs ne peuvent pas circuler librement dans les rues de la ville (contrairement aux anglo-irlandais qui en sont les citoyens).
Pendant le Moyen Âge, la ville est gouvernée par une oligarchie de quatorze familles de commerçants (douze d’origine anglo-normande et deux d’origine irlandaise), les Tribus de Galway. La ville prospère grâce au commerce international et devient petit à petit le principal port de commerce avec l’Espagne et la France.

### Développement, crise puis renouveau

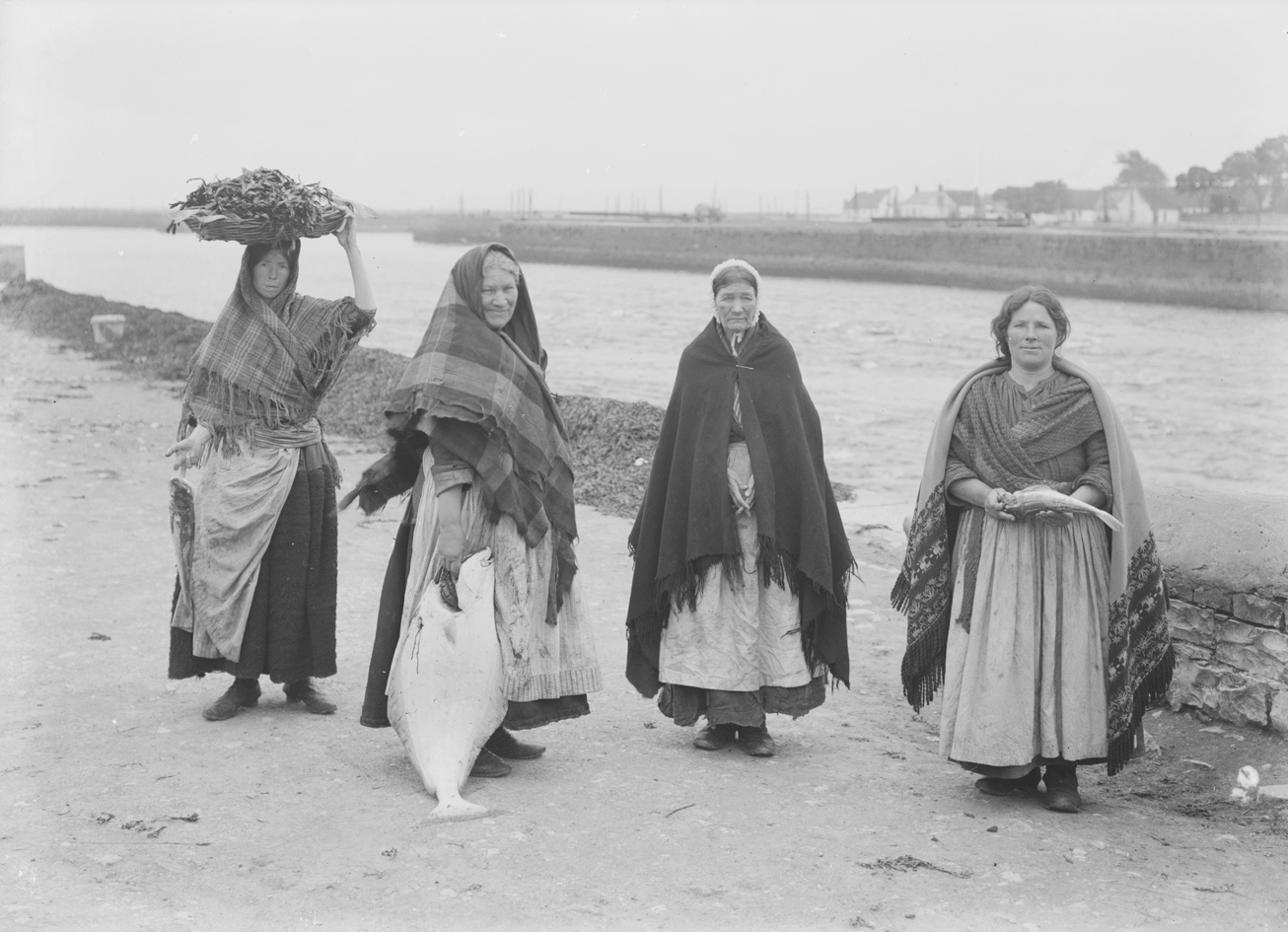
Femmes vendant du poisson à Galway, v. 1905.

C'est au XVIe siècle que la ville atteint son âge d'or en devenant la capitale catholique de l'ouest ainsi que la principale plaque tournante du commerce de vin vers l'Irlande. Malheureusement, au tournant du siècle, la prospérité de Galway est mise à mal par la reconquête anglo-protestante. En 1652, pendant la conquête cromwellienne de l'Irlande, après un blocus de neuf mois, elle finit par se rendre aux troupes de Cromwell. La ville subit ensuite l'assaut des orangistes en 1691. Finalement arrive la Grande Famine de 1845-1852 qui porte le coup de grâce à la cité irlandaise.
En juin 1905, le peintre Jack Butler Yeats et l'écrivain John Millington Synge réalisent un reportage pour le Manchester Guardian sur les régions défavorisées des comtés de Mayo et Galway : ils apprécient l'authenticité des habitants mais témoignent de leurs conditions de vie difficiles. 
Depuis les années 1970, cette métropole de l'Ouest irlandais connait une véritable renaissance. Elle est ainsi devenue la quatrième agglomération de la république d'Irlande, après Dublin, Cork et Limerick. Elle compte aujourd'hui près de 80 000 habitants.
Galway est la capitale européenne de la culture en 2020.

## Démographie
La population de Galway et ses environs est de 83 460 habitants en 2022. La ville de Galway, en ne tenant compte que de la population intramuros, est la troisième plus grande zone urbaine de l'État d'Irlande, et la cinquième de l'île.
Au recensement de 2002, 16,3 % de la population était âgée de 0 à 14 ans, 75,5 % se situaient dans la catégorie des 15 à 64 ans et 8,2 % avaient franchi la barre des 65 ans. 52,9 % de la population sont des femmes et 47,1 % sont des hommes.
La croissance démographique de la ville a été très forte ces 20 dernières années. L'étalement urbain est particulièrement visible avec la construction de nombreux lotissements aux abords de la ville ainsi que des zones commerciales à l'américaine.

## Économie

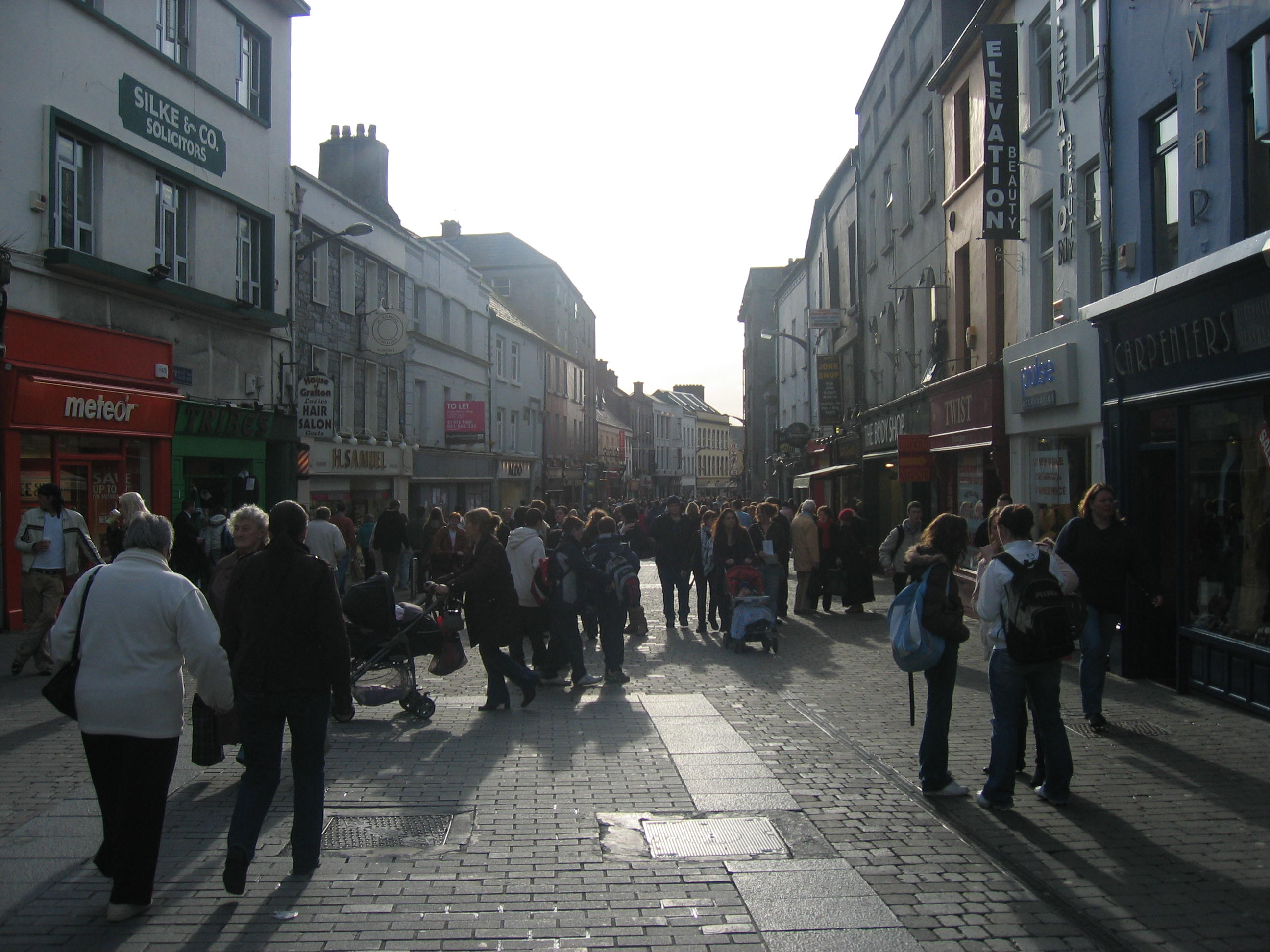
Shop Street, rue commerçante de la ville.

Galway, la capitale du Connacht, est la quatrième plus grande ville en République irlandaise après Dublin, Cork et Limerick. La ville a connu une croissance très rapide ces dernières années. Galway a une économie locale forte avec des secteurs importants comme l'industrie manufacturière, le tourisme, la vente au détail et la distribution, l'enseignement, les services de santé, les services financiers (banques, assurances), le bâtiment.
La plupart des actifs travaillent dans le commerce mais un grand nombre de personnes sont employées dans l'industrie manufacturière. Un bon nombre des industries et des usines de Galway appartiennent au secteur de la haute technologie, en raison du boom économique qui a fait connaitre l'Irlande comme étant le Tigre celtique. Le tourisme est aussi d'importance majeure pour la ville, qui avait plus de 2,1 millions de visiteurs en 2000 et a produit un revenu de plus de 400 millions d'euros.
| Secteur d'emploi                     | Nombre d'employés en 2002 | Proportion |
| ------------------------------------ | ------------------------- | ---------- |
| Agriculture et extraction            | 200                       | 1 %        |
| Bâtiment et construction             | 1 686                     | 6 %        |
| Fabrication, électricité, gaz et eau | 4 679                     | 17 %       |
| Commerce                             | 7 615                     | 27 %       |
| Transport                            | 1 199                     | 4 %        |
| Administration publique et sécurité  | 1 452                     | 5 %        |
| Tertiaire                            | 5 552                     | 20 %       |
| Autres                               | 5 805                     | 21 %       |
| Total                                | 28 188                    | 100 %      |

## Principaux monuments

Cathedral of Our Lady Assumed into Heaven and St Nicholas, cathédrale catholique de Galway.

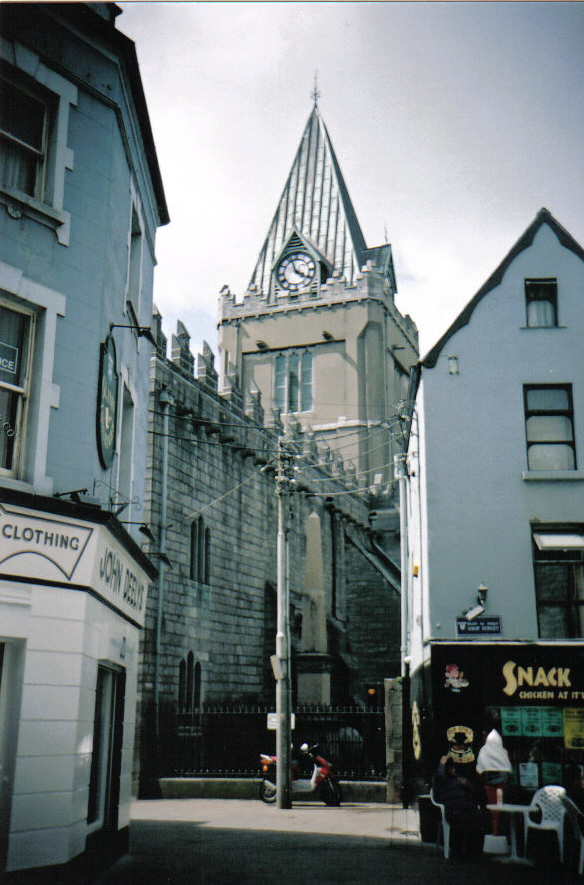
St. Nicholas Church, plus grande église médiévale d'Irlande.

La ville a été influencée par les Espagnols comme en témoigne la fameuse Spanish Arch.
La cathédrale de Notre-Dame de l'Assomption et de Saint-Nicolas est, depuis sa consécration en 1965, le plus imposant bâtiment de la ville. Elle a été construite à l'emplacement de l'ancienne prison du comté, célèbre pour sa rigueur envers les prisonniers. On y trouve des fresques d'inspiration hiberno-saxonne et un plafond en bois ouvragé. Son volume intérieur témoigne de l'importante fréquentation des messes, encore de nos jours.
Le musée de Galway (City Museum) est principalement consacré au folklore, aux coutumes et traditions de la ville. Il permet de découvrir des antiquités de toutes sortes en relation avec l'histoire de Galway, comme des outils agricoles, des pièces d'anciennes machines, de l'équipement militaire, des objets datant du Moyen Âge, une série de sculptures datant du XVIIe siècle etc.
Le musée Nora Barnacle est un petit musée (ouvert seulement pendant l'été) consacré à James Joyce, un des plus grands écrivains irlandais. Le musée se situe dans l'ancienne maison de Nora Barnacle, la femme de l'artiste.
Lynch's Castle est un ancien hôtel particulier situé au croisement de Shop Street et d'Abbey Gate Street Upper. Ce bâtiment est un très bon exemple d'intégration des constructions anciennes dans la ville moderne : il est actuellement occupé par une banque.
Le tribunal et hôtel de ville (Court House & Town Hall). Le tribunal du comté date de 1818 et les quelques restaurations qui ont été effectuées depuis n'ont pas dénaturé le bâtiment. Tout à côté, l'hôtel de ville faisait auparavant office de tribunal. Ce n'est que depuis 1901 qu'il remplit cette fonction. De temps en temps, il servait aussi de salle de théâtre.
La collégiale saint-Nicolas (en) est la plus grande église médiévale d'Irlande encore en activité. Elle a été fondée en 1320, grâce à la famille Lynch, en l'honneur de Nicolas de Myre, saint patron des marins. Elle aurait reçu la visite de Christophe Colomb en 1477. Cette église anglicane a consacré la première union homosexuelle d'Irlande en septembre 2002[réf. nécessaire].
Le moulin du pont (Bridge Mills).
Le pont de Salmon Weir.

## Événements
Le festival de musique de Galway (Galway Early Music Festival)
Le festival international de l'huître et des fruits de mer
Galway Races. Fin juillet-début août, durant une semaine, la ville attire des milliers de visiteurs venus assister aux courses de chevaux. Cette réunion hippique est la première du pays par son importance et la deuxième de toutes les îles Britanniques[réf. souhaitée].
Galway Film Fleadh, festival de film fondé en 1989.

## Éducation
Dans Galway, se trouvent deux institutions d'enseignement supérieur. L'université nationale d'Irlande et l'institut Galway-Mayo de technologie. L'Institut de technologie, outre ses deux campus intégrés à la ville, possède d'autres campus à Castlebar, Mountbellew et Letterfrack. En 2002, il y avait 27 écoles primaires et 11 collèges d'enseignement général.

## Transports et infrastructures

### Aéroport
L'aéroport de Galway est situé à 6 km à l'est de la ville, à Carnmore (à mi-chemin entre Oranmore et Claregalway). Des liaisons ont été prévues, reliant Galway aux autres aéroports importants d'Irlande et de Grande-Bretagne. L'aéroport n'a plus depuis 2011 de trafic passager régulier.

### Autobus
Deux sociétés exploitent des réseaux de bus urbains. La première se nomme Bus Éireann et la seconde est la ville de Galway elle-même. La première compagnie exploite huit lignes de bus, ainsi que dix-sept services locaux, ruraux ou encore de banlieue (dans le comté) ; elle gère de plus douze lignes de voies express dans toute la région de Galway. La ville de Galway, quant à elle, exploite quatre itinéraires.

### Chemin de fer
La gare ferroviaire principale de Galway s'appelle Ceannt. Elle fut ouverte le 1er août 1851 et a été rebaptisée en l'honneur d'Éamonn Ceannt en 1966.
Le « Grand chemin de fer occidental » a ainsi atteint Galway en 1851, reliant la ville par une ligne directe à la Gare de Broadstone à Dublin.

### Routes
Trois routes principales nationales desservent la ville : la N17 du Nord (Tuam, Sligo, Donegal), la N6 de l'Est (Athlone, Dublin) et la N18 du Sud (Shannon Ville, Limerick et Cork). L'autoroute M4 relie Dublin à Kinnegad et l'autoroute M6 relie Kinnegad à Athlone ; le travail de prolongement de l'autoroute M6 à Galway est en cours. Avant 2015, l'autoroute Galway-Dublin ainsi que Galway-Limerick puis Galway-Tuam seront des autoroutes à quatre voies de qualité. De plus, un périphérique de la ville de Galway devrait être terminé avant 2015. La circulation peut toutefois s'avérer difficile aux abords de la ville, du fait des déplacements pendulaires (heures de bureau).

### Port
Galway est le grand port central de la côte ouest de l'Irlande. Le port peut être utilisé par des navires atteignant 6 500 tonnes (l'absence de remorqueur ne permet toutefois l'accès de navires de tonnage supérieur qu'après étude par les autorités du port) et les docks intérieurs peuvent accueillir jusqu'à six navires simultanément. Une partie fait l'objet en 2021 d'un plan de réhabilitation en vue d'une affectation mixte public-entreprises et de la création d'un port dévolu aux loisirs favorisant le lien de la ville avec son environnement marin.
Un ferry transporte régulièrement des passagers et du fret entre Galway et les îles d'Aran. Ces îles ont aussi des liaisons régulières avec les villes de Rossaveal et Doolin, qui sont plus proches mais beaucoup plus petites.
La zone portuaire a été restructurée pour accueillir en 2009 une halte de la course Volvo Ocean Race. Cela a été l'un des plus grands événements de la ville et permit par la même occasion de découvrir Galway.

## Sports
Football : le club de Galway FC joue dans le championnat d'Irlande de football.

## Médias
Galway peut recevoir toutes les émissions de radio nationales et les stations de télévision, aussi bien par câble que par satellite.
Un des principaux titres de la presse du comté de Galway est la Connacht Tribune, qui imprime trois titres chaque semaine. On trouve aussi la Connacht Sentinel tous les mardis, ainsi que la Tribune de Galway qui est un hebdomadaire réalisé par la ville tous les vendredis.
Un autre journal basé à Galway est The Galway Advertiser, un journal gratuit imprimé chaque jeudi avec une moyenne de 60 pages et une impression de 70 000 exemplaires. Ce journal cible les adultes de 18 à 35 ans. Il rend compte de l'actualité, des divertissements locaux et du sport.
La chaîne câblée City Channel, qui était à l'origine basée à Dublin, dispose maintenant d'une version particulière pour Galway.

## Jumelages
La ville de Galway est jumelée avec :
- Lorient (France) depuis le 12 mai 1974 ;
- Chicago (États-Unis) depuis 1977 ;
- Saint-Louis (Missouri) (États-Unis) depuis 1977 ;
- Seattle (États-Unis) depuis 1986 ;
- Bradford (Royaume-Uni) depuis 1986 ;
- Aalborg (Danemark) depuis 1997 ;
- Qingdao (Chine) depuis 1999 ;
- Milwaukee (États-Unis) depuis 2001 ;
- Moncton (Canada) depuis 2002 ;
- Maesteg (Royaume-Uni) depuis 2008 ;
- Cambridge (États-Unis).

## Personnalités liées à la commune
- Michel Déon, écrivain français, est décédé à Galway. Il vivait en Irlande en 1968[24].
- Ed Sheeran, avec sa chanson Galway Girl.
- Fionnuala Ní Aoláin (1967-), avocate irlandaise, est native de Galway.
- Claire-Louise Bennett, écrivaine britannique, quitte l'Angleterre pour s'installer à Galway au tournant du millénaire[25].